# (3154) Grant
(3154) Grant (1984 SO3) – planetoida z pasa głównego asteroid okrążająca Słońce w ciągu 5,46 lat w średniej odległości 3,1 au. Odkryta 28 września 1984 roku.